# Кі Давпет Нухуанг
Кі Давпет Нухуанг (лаос. ກິດາວເພັດ ໜູຫ່ວງ);  — лаоський співак та відомий актор.
Є двоє старших братів і сестер, Бункерд і Косін, учасник гурту 《Нум Косін》. Він помер 24 квітня 2020 року через недостатність нирок.

## Дискографія

### Альбом
- Sao Se Bang Fai (ສາວເຊບັ້ງໄຟ)
- Jee Hoy (ຈີ່ຫອຍ)[3] · [6]
- Sao Mak Nao bao Na Wang (ສາວຫມາກນາວ ບ່າວນາວາງ) (Ft. Pueng Rassamee)
- Diao Ai Kor Tham Jai Dai (ດຽ໋ວອ້າຍກັທຳໃຈໄດ້) (Ft. Prang Buppha)